# Salon du Sud-Est
Le Salon du Sud-Est est un salon d'artistes lyonnais né en 1925 pour promouvoir l'avant-garde artistique lyonnaise. Cette manifestation existe toujours et poursuit son but initial.

## Naissance
Le Salon du sud-est nait de la volonté de nombreux artistes et amateurs d'arts membres et proches du groupe des Ziniars de défendre l'art contemporain à Lyon en 1924. Les Ziniars ont procédé entre 1920 et 1924 à cinq expositions en ce but et l'édification du Salon du sud-est procède de la continuité de cette dynamique.

## Orientation et influence
Le Salon du sud-est est, entre les deux guerres mondiales, le lieu où se retrouve tous les défenseurs de la modernité artistique lyonnaise. Il organise des expositions, des rétrospectives et des hommages. Dans sa programmation, il fait une place régulière aux arts décoratifs.
Jusqu'à la Libération, ce salon est moteur dans l'expression de nouvelles formes artistiques, et de nombreuses personnalités viennent y exposer. Ce salon n'accueille toutefois pas tous les avant-gardismes, le cubisme y est presque absent, et le surréalisme rarement représenté. Il expose ainsi dès 1934 Jean Martin dont le Nu blond a été refusé au salon d'automne pour indécence. À partir de cette date, il expose sans discontinué jusqu'en 1947.
Dans les années 1920, le salon accueille les peintres non lyonnais suivants : Claude Monet, Pierre Bonnard, Henri Matisse, Paul Signac, André Dunoyer de Segonzac, Aristide Maillol, Kees van Dongen, Othon Friesz, André Derain, Maurice Vlaminck, Jean Puy, Raoul Dufy, Auguste Chabaud ou Maurice Utrillo,. À la fin des années 1920, le peintre Lucien Féchant est sociétaire du salon.

## Personnalités importantes
Son premier président est Charles Sénard, qui est suivi par Pierre Combet-Descombes puis, de 1935 à 1939, par Gabriel Chevallier . On cite également parmi ses fondateurs Victor Jean Desmeures. Il est soutenu par les écrivains Gabriel Chevallier, Joseph Jolinon et Marius Mermillon.

## Manifestations

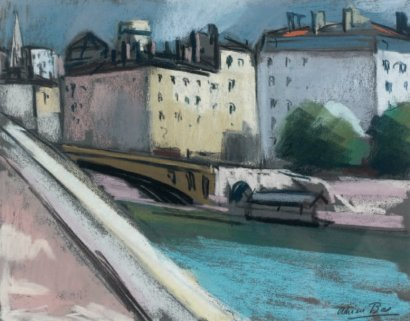
Peinture d'Adrien Bas.

En 1928, une des premières rétrospectives du Salon est consacrée à Adrien Bas, décédé en 1925.